# Fons de Haas
Fons de Haas (Amsterdam, 21 februari 1926 – Brussel, 14 maart 2007) was een Nederlands muziekjournalist die vrijwel zijn hele leven in Vlaanderen werkte.

## Biografie
Zijn carrière nam een aanvang bij uitgeverij Dupuis, uitgever van het weekblad Humo en het stripblad Robbedoes, en van het blad Mimosa waarbij hij daarna werkte als hoofdredacteur. Bij BRT's Radio 1 werd hij muziekmedewerker en zijn loopbaan beëindigde hij bij Knack, waaraan hij 25 jaar was verbonden. De Haas schreef voornamelijk over klassieke muziek.
De Haas was getrouwd en had drie kinderen.

## Boeken
- 1990 - Mozart in België. Een wonderkind op reis door de Zuidelijke Nederlanden 1763-1766 / Fons de Haas en Irène Smets
- 1999 - Verliefd op Bach
- 2006 - Mozart, mijn vriend: Flarden uit een bloeiend leven